# Cerambyx dux
Cerambyx dux là một loài bọ cánh cứng trong họ Cerambycidae.